# Кухарчик, Пётр Дмитриевич
Пётр Дми́триевич Куха́рчик (бел. Пётр Дзмі́трыевіч Куха́рчык; 22 марта 1945, Орда, Барановичская область — 2 марта 2014, Минск) — учёный в области радиофизики, член-корреспондент Национальной академии наук Беларуси (1994), доктор технических наук (1988), профессор (1990); ректор Академии управления при Президенте Республики Беларусь (2001—2003) и Белорусского педагогического университета имени Максима Танка (2003—2014).

## Биография
После окончания в 1961 году Домоткановичской средней школы поступил в Минский электротехникум связи. После окончания техникума служил в рядах Советской армии.
В 1967 году поступил в Белорусский государственный университет, в 1972 году окончил факультет радиофизики и электроники с квалификацией «радиофизик».
В 1972 году поступил в аспирантуру Белорусского государственного университета (БГУ), по окончании которой работал там же младшим научным сотрудником, старшим научным сотрудником, заведующим лабораторией Научно-исследовательского института прикладных физических проблем (НИИ ПФП); проректором по учебной работе, первым проректором БГУ (май 1990 — август 1996); заведующим кафедрой радиофизики (август 1996 — декабрь 2000).
С января по ноябрь 2001 года — заместитель министра образования Республики Беларусь; курировал работу высших и средних специальных учебных заведений.
С 14 ноября 2001 года — ректор Академии управления при Президенте Республики Беларусь. С марта 2003 года — ректор Белорусского педагогического университета имени Максима Танка (БГПУ). Является одним из основных разработчиков государственного стандарта по радиофизике для высших учебных заведений Республики Беларусь.

## Научная деятельность
В 1977 году защитил диссертацию на соискание учёной степени кандидата физико-математических наук, в 1988 году в Московском институте радиотехники, электроники и автоматики (МИРЭА) (ныне — государственный технический университет) — диссертацию на соискание учёной степени доктора технических наук.
Основные направления исследований:
- голографические методы в радио- и инфракрасном, СВЧ- и оптическом диапазонах электромагнитных волн.

Член-корреспондент Национальной академии наук Республики Беларусь (февраль 1994). Председатель совета по защите докторских диссертаций, председатель международного союза учёных в области радионаук (URSI) в Республике Беларусь. Главный редактор научно-методического журнала «Весці Беларускага дзяржаўнага педагагічнага універсітэта».
Подготовил 7 кандидатов наук. Автор 160 научных трудов, в том числе монографии «Системы технического зрения», и 40 свидетельств на изобретения.

### Избранные труды
- Афанасьев Г., Кухарчик П., Лебедев В. и др. Системы технического зрения. Принципы построения. — Л.: Машиностроение, 1988.
- Взаимодействие электромагнитных волн с искусственными средами // Избр. научные труды БГУ. — 2001. — № 4.
- Development of nanodispersible film material absorbing microwave radiation // XII Int. Conference on Microwaves, Radar and Wireless Communications. — Vol. 3. — Poland, 2000.
- Neural networks and tasks of biomedical signal segmentation // Proc. IV Int. Workshop on Biosignal Interptetation BSI2002. Villa Olmo, Como, Italy, 24-26 June, 2002.

## Санкции ЕС
22 марта 2011 года был внесён в список белорусских чиновников, которым запрещён въезд в ЕС, как ректор БГПУ имени М. Танка, ответственный за отчисление студентов.

## Награды и премии
- Нагрудный знак «Отличник образования Республики Беларусь»
- Почётная грамота Министерства образования Республики Беларусь
- Почётная грамота Администрации Президента Республики Беларусь
- Почётная грамота Высшей аттестационной комиссии Республики Беларусь
- Почётная грамота Государственного комитета по науке и технологиям[6]